# Ribes indecorum
Ribes indecorum är en ripsväxtart som beskrevs av Alice Eastwood. Ribes indecorum ingår i släktet ripsar, och familjen ripsväxter. Inga underarter finns listade i Catalogue of Life.

## Bildgalleri

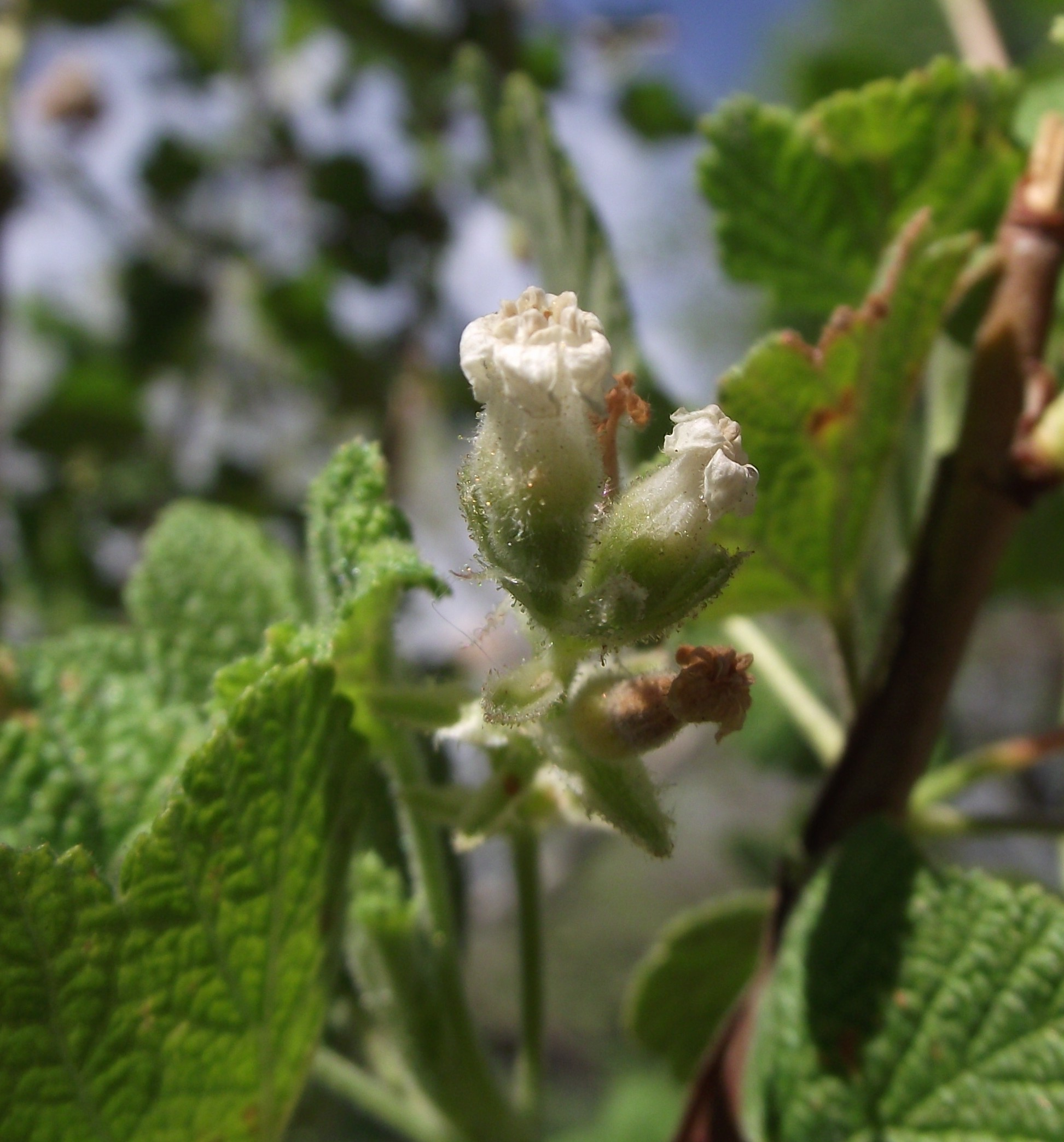
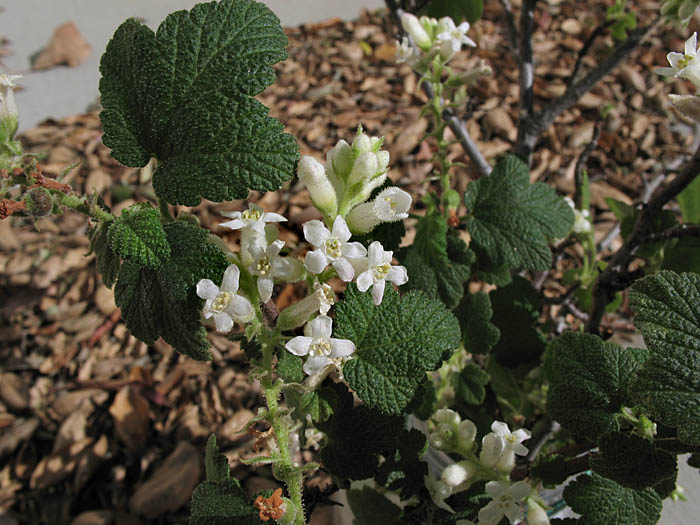